# Аресты в Саудовской Аравии (2017)

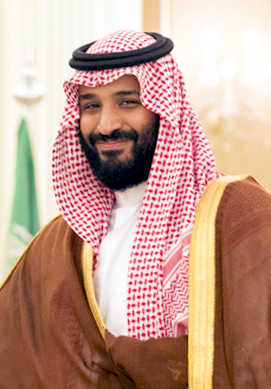
Наследный принц Саудовской Аравии Мухаммед ибн Салман Аль Сауд, глава Саудовского антикоррупционного комитета

В ноябре 2017 года в Саудовской Аравии было арестовано множество саудовских принцев, правительственных министров и бизнесменов после создания антикоррупционного комитета, возглавляемого наследным принцем Саудовской Аравии Мухаммедом ибн Салманом Аль Саудом.
Существуют три версии мотивов проведённых арестов: реальная борьба с коррупцией, проект по получению дополнительных финансовых средств, а также подготовка к приходу ко власти.
Задержания были произведены в отеле Ritz-Carlton в Эр-Рияде, который принимал у себя презентацию плана города будущего (Неома) 24 октября 2017 года, которая была прекращена, а гостей попросили покинуть её. Частным самолётам в стране было запрещено подниматься в воздух, чтобы не дать возможности подозреваемым бежать из Саудовской Аравии.
Аресты привели к окончательному отстранению от власти фракции покойного короля Абдаллы и установлению полного контроля Мухаммеда ибн Салмана над всеми тремя ветвями сил безопасности страны, что сделало его самым могущественным человеком в Саудовской Аравии со времён его деда, первого короля  Ибн Сауда.
В ходе продолжавшейся зачистки было задержано около 500 человек. Банки Саудовской Аравии заморозили более 1 700 внутренних счетов в рамках арестов. По данным The Wall Street Journal, саудовское правительство было нацелено на наличные деньги и активы на сумму до 800 миллиардов долларов США.
Генеральный прокурор шейх Сауд аль-Мотжеб заявил, что аресты были просто началом жизненно важного процесса по искоренению коррупции, где бы она ни существовала. Он также добавил, что задержанные будут иметь доступ к адвокатам. Тем временем король Салман назначил 26 новых судей.

## Обвинения
Задержанным были предъявлены обвинения в отмывании денег, взяточничестве, вымогательство у должностных лиц и использование государственных должностей для личных выгод.

## Список обвинённых

### Принцы

#### Задержанные
- Принц Аль-Валид ибн Талал Аль Сауд, бизнесмен и миллиардер[11], освобождён 27 января 2018 года.
- Принц Мишааль ибн Абдалла Аль Сауд, губернатор двух провинций Наджран (2009—2013) и Мекки (2013—2015).
- Принц Мутаиб ибн Абдалла Аль Сауд, бывший глава Национальной гвардии Саудовской Аравии и сын бывшего короля Абдаллы[12]. Он считается самым могущественным из арестованных[3].
- Принц Турки ибн Абдалла Аль Сауд, бывший губернатор провинции Эр-Рияд[13].
- Принц Турки ибн Нассер Аль Сауд, бывший глава президиума по метеорологии и окружающей среде[14].
- Принц Фахд ибн Абдуллах Аль Сауд, бывший заместитель министра обороны Саудовской Аравии[15]

#### Неопределённый статус
Судьба принца Абдул-Азиза ибн Фахда, младшего сына короля Фахда, оставалась неопределённой. Ходили слухи, что 44-летний Абдул Азиз был убит при сопротивлении аресту, но Министерство информации Саудовской Аравии опубликовало заявление, в котором говорилось, что принц «жив и здоров».

#### Погибшие
По некоторым источникам принц Мансур ибн Мукрин, бывший заместитель губернатора Асир и бизнесмен, сын бывшего наследного принца, был убит при попытке покинуть страну на своём частном вертолёте, который упал и исчез с радаров 5 ноября 2017 года.

### Политики и бизнесмены

#### Задержанные
- Халед ат-Туваиджри, бывший глава королевского двора[13]
- Адель Факейх, бывший министр экономики и планирования[12]
- Валид ибн Ибрахим аль-Ибрахим, миллиардер[18]
- Амр аль-Даббах, бизнесмен, глава Al-Dabbagh Group (ADG)[18]
- Ибрахим Абдулазиз аль-Ассаф, бывший министр финансов[18]
- Халид Абдулла Альмулхим, бывший глава Saudi Arabian Airlines[18]
- Салех Абдулла Камиль, миллиардер, владелец Arab Radio and Television Network и основатель Dallah al Baraka Group[19]
- Бакр бен Ладен, глава Saudi Binladin Group[20] и сводный брат Усамы бен Ладена.
- Адмирал Абдулла ибн Султан ибн Мухаммед ас-Султан, командующий ВМС Саудовской Аравии[14]
- Мухаммад ат-Тобаиши, бывший глава протокола при королевском дворе[21]
- Сауд аль-Давиш, бывший исполнительный директор Saudi Telecom Company[21]
- Нассер ат-Тайяр, бизнесмен, неисполнительный член совета директоров Al Tayyar Travel Group[22]
- Мухаммед Хуссейн аль-Амуди, бизнесмен и миллиардер[23]

### Богословы

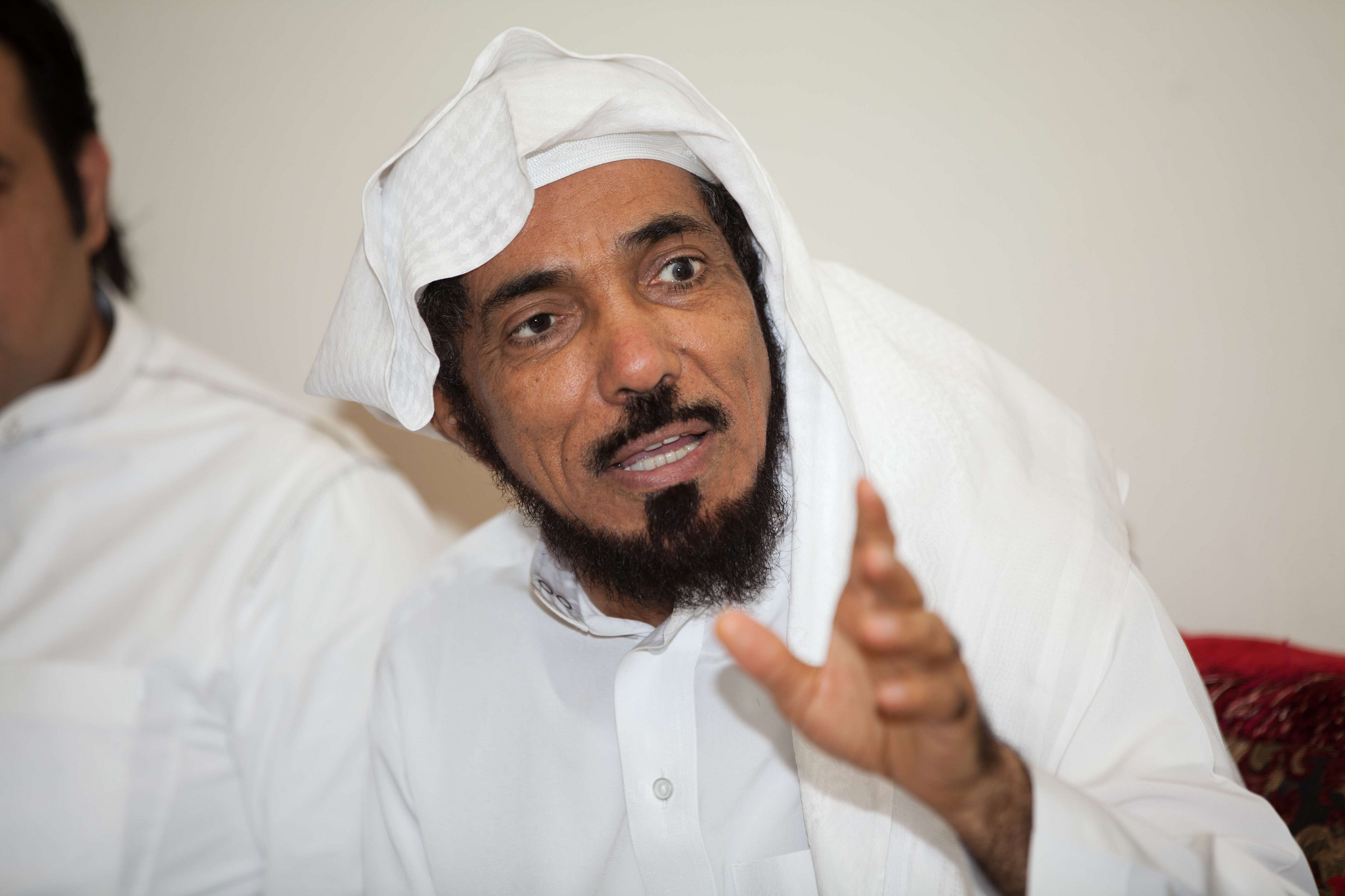
Салман аль-Ауда

#### Арестованные
- Аид аль-Карни, теолог, писатель, сооснователь Комитета защиты законных прав[англ.][24][25]
- Али аль-Омари, телеведущий-проповедник, председатель Открытого университета Мекки[26]
- Салман аль-Ауда, теолог, член совета попечителей Международного союза мусульманских учёных[24][25]
- Сафар аль-Хавали[англ.], теолог, писатель и сооснователь Комитета защиты законных прав[27]

#### Неизвестный статус
- Ахмед аль-Амари, теолог и декан Колледжа Корана при Исламском университете Медины. Умер под арестом, однако ходят слухи, что он был убит[28].